# Dézsi István (esperes)
Dézsi István (Dési István) (? – Küküllővár, 1639) református esperes.
1603-tól a wittenbergi egyetemen tanult. 1607-ban a Tiszántúlon, 1614–1616 között Kolozsváron, 1619-ben Gyulafehérváron, 1622-ben Déván, majd Szászvárosban és 1629-től Küküllőváron  szolgált lelkészként. 1637-ben esperessé választották.
Művei: 
- Az igaz zent wallásnak az termeszeti okossággal, az melly philosophianak is neveztetik, való szep harmoniaja, mellyet magiar nyelven meg irtt Dési Istwán gyula feierwari pap. Nyomtattatott az kegielmes urunk ö felsége költségén. Gyula Feierwárott [recte: Kolozsvár] 1619 [typ. Heltai].
- Magyar gyászbeszéd Bethlen Gáborné Károlyi Zsuzsánna felett. (Az „EXEQVIAE principales, az az Halotti pompa, mellyel az istenfelö, kegyes termeszetü, felseges Karolyi Svsannanak Erdely és Magyar-ország fejedelemaszonyának az felseges Gabornak, Isten kegyelmeböl Romai imperiumnak és Erdely-országanak feiedelmenek, Magyar-ország reszeinek vranak, szekelyek ispannyanak, Opoliának penig és Ratiboriának herczegenek etc. szerelmes házas-társanak le vetkezet és nallunk hagyot testi satoranak, földben takarittatasakor utolso tisztesseg tetetet 1622. esztendöben, maiusban, iuniusban es iuliusban.” című gyűjteményben.). (Gyulafehérvár 1624.)